# Deltora Quest
Deltora Quest é uma série de livros divididos em três partes, escrito pela australiana Emily Rodda que narra as aventuras de três companheiros, Lief, Barda e Jasmine, com o intuito de ajudar o reino de Deltora a acabar com o sofrimento e devastação causados pelo terrível Senhor das Sombras.
Foi publicado primeiramente na Austrália, país de origem, entre os anos de 2000 e 2004 e sendo publicado em mais de 30 países alcançando a venda de 15 milhões de cópias mundiais, 2 milhões apenas na Austrália. Nos Estados Unidos e Austrália os livros são de responsabilidade da editora Scholastic, a publicação brasileira é feita pela Editora Fundamento. As ilustrações são feitas em boa parte do mundo por Marc McBride.
Devido seu grande sucesso em 2007 ganhou uma adaptação para anime, exibido entre 6 de janeiro de 2007 e 29 de março de 2008, na televisão japonesa e um jogo pra Nintendo DS. No início de 2008, foi aprovado o licenciamento da exibição da série no Brasil, incluindo a produção de um DVD dos episódios, porém, até hoje nenhuma emissora comprou os direitos autorais. 
A autora Emily Rodda recebeu dois prêmios Aurealis pela série, sendo um pela primeira parte da série como um todo, e outro pelo spin-off Deltora Book of Monsters.
A série é dividida em três partes, com 15 livros no total:
- Deltora Quest: A Busca de Deltora (Deltora Quest I), com 8 livros;
- Deltora Quest: No Reino das Sombras (Deltora Quest II), com 3 livros;
- Deltora Quest: Dragões de Deltora (Deltora Quest III), com 4 livros;

Porém, em alguns países foram publicados 6 livros extras, sendo eles:
- The Deltora Book of Monsters (O Livro dos Monstros de Deltora)
- Tales of Deltora (Lendas de Deltora)
- The Authorised Ultimate Deltora Quiz Book (O Questionário Oficial de Deltora)
- How to Draw Deltora Monsters (Como Desenhar os Monstros de Deltora)
- How to Draw Deltora Dragons and Other Creatures (Como Desenhar os Dragões de Deltora e Outras Criaturas)
- Secrets of Deltora (Os Segredos de Deltora)

## Criação e Publicação
Rodda escreveu a série Deltora Quest como um clássico livro de procura, caracterizando um argumento de continuação dito sobre diversos livros. Modelou propositadamente a estrutura da série na estrutura de um jogo eletrônico, após ter assistido uma partida de suas crianças no vídeo-game. O sucesso de Rodda em suas séries anteriores, como Rowan, O Guardião e Segredo das Fadas, a ajudou criar o mundo fantástico de Deltora. Rowan, O Guardião era incomum porque a maioria das séries literárias infantis daquele tempo seguia o modelo de Alice no País das Maravilhas, onde crianças contemporâneas encontram um mundo mágico. Rodda trabalhou no manuscrito por muitas horas antes de dá-lo ao seu editor. A maior parte foi para desenvolver totalmente o mundo de Deltora, pois Rodda acredita que os autores de fantasia devem fazer seus mundos imaginários parecerem completamente reais.
Deltora Quest é uma série de aventura que se caracteriza pelas clássicas aparições do gênero, como lutas e monstros. Igualmente se caracteriza pelas aparições de elementos clássicos de livros de fantasia: amuletos mágicos, um senhor escuro mau e diabólico e um herói adolescente. Cada livro inclui alguns mapas, diagramas e ilustrações. A série Deltora Quest é conhecida pelos diversos animais e plantas criadas pela autora.
Os livros são mais direcionados ao público pré-adolescente, dos oito aos quatorze anos, embora seja recomendada para leitores de todas as idades. Todos os primeiros oito livros têm aproximadamente 105 páginas. Os três seguintes são ligeiramente mais longos, variando de 115 á 130 páginas cada um. Os quatro finais são os mais longos, variando de 144 a 163 páginas. Em alguns países as séries são escritas por Eduard.

## A Busca por Deltora - Deltora 1

### As Florestas do Silêncio
O maligno Senhor das Sombras está tramando invadir Deltora e escravizar o seu povo. Há somente uma coisa que o impede: o mágico Cinturão de Deltora com suas sete pedras preciosas de fantástico e misterioso poder.
Quando as pedras são roubadas e escondidas em locais sombrios e terríveis em todo o reino, o Senhor das Sombras triunfa e Deltora está perdida.
Em segredo, com apenas um mapa desenhado à mão para guiá-los, dois estranhos companheiros, Lief e Barda saem numa perigosa busca, para encontrar as sete pedras preciosas do mágico Cinturão de Deltora. Determinados a encontrar as pedras perdidas e livrar seu país do tirano, eles lutam para enfrentar os muitos perigos imagináveis que aguardam nas misteriosas Florestas do Silêncio.

### O Lago das Lágrimas
Lief, Barda e sua rebelde companheira Jasmine que encontraram morando sozinha nas florestas do silêncio saíram numa perigosa busca para encontrar a segunda pedra preciosa roubada do mágico Cinturão de Deltora. O topázio dourado já foi encontrado nas florestas do silêncio
Mas o reino de Deltora somente será libertado do poder do cruel Senhor das Sombras quando todas as pedras tiverem sido recolocadas no Cinturão. Para encontrar a segunda pedra, os três heróis devem viajar pelas terras governadas pela monstruosa feiticeira Thaegan.
A jornada está repleta de traições, trapaças e perigos e, no final, eles precisarão enfrentar o hediondo guardião do encantado Lago das Lágrimas.

### A Cidade dos Ratos
Lief, Barda e Jasmine, três companheiros que têm em comum somente o ódio que nutrem pelo inimigo, saíram numa perigosa busca para encontrar as sete pedras preciosas do mágico Cinturão de Deltora.
Somente quando o Cinturão estiver completo novamente, o malvado Senhor das Sombras poderá ser derrotado. Eles obtiveram êxito em encontrar o topázio dourado e o grande rubi.
Os misteriosos poderes das duas pedras fortaleceram os amigos e lhes deram coragem para prosseguir na busca pela terceira pedra. Contudo, nenhum deles sabe que horrores os aguardam na proibida Cidade dos Ratos.

### As Dunas
Quando as sete pedras preciosas do mágico Cinturão de Deltora foram roubadas, o maligno Senhor das Sombras invadiu o reino e escravizou o seu povo.
Determinados a livrar o reino do tirano, Lief, Barda e Jasmine saíram numa perigosa busca para encontrar as pedras perdidas agora escondidas em locais aterrorizantes em todo o reino.
Eles já encontraram três pedras e agora precisam encontrar a quarta, oculta em um deserto desolado e iridescente, mantido zelosamente por um guardião desconhecido.
Separação, destruição e inimigos aterrorizantes e estranhos os aguardam na horripilante experiência nas Dunas.

### A Montanha do Medo
Lief, Barda e Jasmine saíram em uma perigosa busca para encontrar as sete pedras perdidas do mágico Cinturão de Deltora. Mas o seu reino somente será libertado do poder do cruel Senhor das Sombras quando todas as pedras tiverem sido colocadas no Cinturão.
Quatro pedras foram encontradas. Agora, embora notícias perturbadoras de casa tenham chegado até Lief e embora ele esteja ansioso por retornar, a busca precisa prosseguir.
Para encontrar a quinta pedra, os heróis devem se aventurar até quase a fronteira das Terras das Sombras, e mergulhar na escuridão e no terror do reino do monstruoso sapo Gellick na Montanha do Medo.

### O Labirinto da Besta
O cruel Senhor das Sombras tomou conhecimento de que Lief, Barda e Jasmine estão à procura das sete pedras perdidas do mágico Cinturão de Deltora.
Ele sabe que, se as pedras forem recolocadas no Cinturão, o seu poder irá representar uma ameaça à sua tirania. Cinco pedras já foram recuperadas.
A próxima encontra-se escondida no covil submerso do terrível e feroz Glus. Já exaustos e perseguidos pelos servos do Senhor das Sombras, os três companheiros precisarão de todas as suas forças e coragem para enfrentar o Labirinto da Besta.

### O Vale dos Perdidos
Lief, Barda e Jasmine estão à procura das sete pedras perdidas do mágico Cinturão de Deltora e estão perto de atingir a sua meta.
Seis pedras brilham agora no Cinturão, e a última deve ser encontrada para que Deltora possa ser libertada da tirania do perverso Senhor das Sombras.
Os companheiros enfrentaram vários terrores com força e coragem. Agora estão prestes a conhecer os sombrios mistérios que não podem ser derrotados somente com força e coragem. Se falharem, a sua busca estará perdida, e eles ficarão aprisionados para sempre na atordoante névoa do Vale dos Perdidos.

### O Retorno à Del
As sete pedras preciosas foram recolocadas no Cinturão de Deltora. Agora, Lief, Barda e Jasmine precisam encontrar o herdeiro do trono do reino. Eles sabem que somente o verdadeiro herdeiro pode usar a magia do Cinturão a fim de sobrepujar o maligno Senhor das Sombras
Entretanto, o herdeiro tem estado bem escondido desde o nascimento e somente o Cinturão poderá revelar onde ele se encontra. As surpresas se sucedem à medida que a busca de Deltora chega ao seu emocionante clímax e a fúria e o poder do próprio Senhor das Sombras ameaça destruir os três heróis e tudo o que amam.

## No Reino das Sombras - Deltora 2

### A Caverna do Medo
A perversa tirania do Senhor das Sombras sobre Deltora terminou. Ele e as criaturas nascidas de sua feitiçaria foram expulsos para o outro lado das montanhas. Mas milhares de deltoranos ainda são mantidos escravos nas Terras das Sombras, o domínio assustador e misterioso do inimigo. A fim de resgatá-los, Lief, Barda e Jasmine, heróis da busca pelo Cinturão de Deltora, precisam encontrar uma arma poderosa o bastante para combater a magia do Senhor das Sombras em seu próprio território. Segundo a lenda, a única coisa temida pelo Senhor das Sombras é a célebre Flauta de Pirra. Lief, Barda e Jasmine terão que se aventura a procura da Flauta de Pirra (que pode existir ou não) e, se existir,  talvez os companheiros terão que enfrentar sérios perigos. 

### A Ilha da Ilusão
Lief, Barda e Jasmine procuram desesperadamente as três partes da lendária Flauta de Pirra, sua única esperança de salvar milhares de deltoranos prisioneiros do perverso Senhor das Sombras. Eles já arriscaram as suas vidas para recuperar a primeira parte da Flauta. Agora, precisam encontrar a segunda. Enquanto seus parentes queridos deixados em Del lutam em meio a uma confusa teia de rumores, suspeitas e traições, os companheiros seguem para a misteriosa ilha de Auron. Eles sabem que terríveis perigos os esperam, mas nada poderia prepará-los para realidade que está por vir.

### A Terra das Sombras
Lief, Barda e Jasmine estão com duas partes da lendária Flauta de Pirra. Agora eles precisam encontrar a última parte na ilha de esmeralda de Keras. A Flauta ajudará a salvar os milhares de deltoranos escravizados nas Terras das Sombras, pois dizem que ela é a única coisa temida pelo Senhor das Sombras em seus próprios domínios. Mas será possível recuperá-la? E, se for, a sua magia antiga ainda poderá triunfar sobre os feitiços do inimigo? Ou será que os companheiros estão se dirigindo para uma armadilha? Cheios de dúvidas, eles avançam, sabendo que, não importa o que acontecer, a sua busca irá terminar na escuridão e no horror das Terras das Sombras.

## Dragões de Deltora - Deltora 3

### O Ninho do Dragão
O perverso Senhor das Sombras foi banido, mas a fome ainda ronda Deltora, pois somente o mal e os monstros prosperam. Enquanto o povo faminto enfraquece, Lief, Jasmine e Barda descobrem um terrível segredo. O inimigo deixou sementes de morte através dele: quatro criações malignas de sua magia, chamada As Quatro Irmãs. Elas estão escondidas no reino e o estão matando lentamente, enquanto o Senhor das Sombras observa, satisfeito, e espera a sua volta triunfante. Os companheiros precisam encontrar as irmãs mortais e destruí-las. Sua única pista é um pedaço de um mapa antigo. Sua única esperança de ajuda está nas mãos de sete aliados que não inspiram confiança - os últimos dragões de Deltora.

### O Portal das Sombras
As Quatro Irmãs, criações malignas do Senhor das Sombras, estão envenenando Deltora e fazendo o povo morrer de fome. Lief, Barda e Jasmine encontraram e destruíram a primeira das Irmãs. Agora, precisam encontrar a segunda, escondida nas montanhas que fazem fronteira com a Terra das Sombras E eles sabem que somente o dragão da esmeralda poderá ajudá-los. O Senhor das Sombras já sabe dessa busca. No recôndito da Terra das Sombras, ele planeja a destruição dos nossos heróis. Inimigos ocultos e trapaças aguardam os companheiros que viajam em direção à Irmã do Norte e seu terrível guardião, na assustadora vila chamada Portal das Sombras.

### A Ilha dos Mortos
Ajudados pela misteriosa magia dos últimos dragões de Deltora, Lief, Barda e Jasmine encontraram e destruíram duas das Quatro Irmãs, criações do perverso Senhor das Sombras que vinham envenenando Deltora. Agora, cientes de que o tempo está acabando para o povo faminto do reino, os companheiros estão correndo para a sua próxima meta na selvagem costa oeste. O Senhor das Sombras já sabe dessa busca. No recôndito da Terra das Sombras, ele planeja a destruição dos nossos heróis. Perigos terríveis do presente e do passado esperam por eles. E o maior susto de todos está escondido na toca do feroz monstro na deserta Ilha dos Mortos.

### A Irmã do Sul
Com a ajuda dos últimos dragões de Deltora, Lief, Barda e Jasmine destruíram três das Quatro Irmãs, criadas pelo perverso Senhor das Sombras. Essa jornada vai terminar na cidade de Del, onde a Irmã do Sul está escondida. Del é o lar de nossos três companheiros, mas a cidade está diferente. Agora, o medo percorre as ruas, a traição está escondida atrás de rostos sorridentes e o mal está rondando o palácio. Perturbado por um terrível presságio, Lief sabe que cada passo o faz chegar mais perto de um desastre. No entanto, ele não pode parar, não pode voltar atrás. Nas Terras das Sombras, o Inimigo se vangloria, esperando o terrível final.

## Personagens

### Lief
Aos 16 anos, ele parte na jornada de seu pai, com seus companheiros Barda e Jasmine, à procura das sete pedras preciosas do Cinturão de Deltora. É inteligente e veloz, ótimo em decifrar enigmas e muito confiável.

### Barda
Foi guarda do Palácio. Sua mãe Min, foi morta por Prandine. Antes do ataque dos Ak-babas, que estavam roubando as pedras do Cinturão de Deltora, Barda fugiu do palácio com medo de ser assassinado como sua mãe e fingiu ser um mendigo por anos e anos do lado de fora da ferraria da casa de Jarred, mas logo depois ele se juntou a Lief e Jasmine para encontrar as pedras Topázio, Rubi, Opala, Lápis - Lazúli, Esmeralda, Ametista e Diamante. Barda é alto e forte.

### Jasmine
Morou desde que nasceu na Floresta do Silencio, porém quando era criança foi separada de seus pais por guardas cinzentos e viveu ate os seus 16 anos apenas na companhia de Filli (um animal cinza, que vive no ombro da dona e não é maior que uma pera) e Kree (um corvo negro). Na tentativa de Lief de encontrar o Topázio, se encontram e ela os ajuda a continuar a busca. Jasmine é muito esperta, entende o que as árvores e os animais dizem e luta arduamente pelo que acredita. Mais tarde se torna a rainha casando-se com Lief, quando este seguiu o exemplo de Adin e casou-se com Jasmine por amor a ela.

### Jarred
Ele é amigo de Endon desde sua infância. Logo após a coroação do amigo, Jarred foi procurar mais informações sobre o cinturão de Deltora e descobriu que Endon deveria usar o cinturão o tempo todo. Ele contou a descoberta a ele, mas foi acusado por Prandine de conspiração contra o rei. Assim Jarred fugiu do palácio de Del. Ele passou a morar numa ferraria e casou-se com Anna. Um dia notou que os 7 Ak-babas estavam sobrevoando o palácio e decidiu voltar. Lá ele reencontrou Endon e viu o cinturão de Deltora ser destruído. Ele foge da cidade fingindo ser o rei, é capturado e levado a Terra das Sombras para se tornar Gladiador, perde a memoria e retorna como Perdição, o criador da resistência

### Endon
Rei Endon é pai de Lief. Fica na ferraria de Del trabalhando disfarçado de Jarred. Um dia diz ao filho que ele deve encontrar as pedras do Cinturão de Deltora junto com Barda. Ele morre no livro O Retorno a Del.

### Anna
Mulher de Jarred e mãe de Jasmine. Ela era corajosa, mas infelizmente morre nas Terras das Sombras, depois de ser capturada por guardas cinzentos nas Florestas do Silêncio.

### Sharn
Esposa do rei Endon e mãe de Lief. Ela é uma torana muito corajosa. Mata Prandine (um ol do Senhor das Sombras).

### Prandine
Um Ol de grau três que foi conselheiro do rei Endon. Ele ajudou o Senhor das Sombras a invadir Deltora. Foi morto por Sharn, que o empurrou pela janela da torre mais alta do castelo.

### Filli
Um bichinho cinzento menor que uma pera. Sempre fica no ombro de sua dona, Jasmine.

### Kree
É um corvo preto que também pertence a Jasmine. Ele e Filli são parte da família de Jasmine. Kree é muito útil, sendo ele quem ajudou os companheiros Lief, Barda e Jasmine a derrotar Thaegan e conseguir a pedra do rubi. Ele foi treinado por Jasmine a ser um pássaro mensageiro, posteriormente.

### Gorl
O topázio dourado é encontrado em sua espada nas Florestas do Silêncio. Ele achou os lírios da vida (uma flor dourada que, em certo dia, começa sair um líquido que cura doenças e ferimentos graves) juntamente com seu irmão e de egoísmo o matou. Obcecado em proteger os lírios, virou seu guardião.

### Manus
É um ralad que mostrou o caminho para o lago das lágrimas aos amigos Lief, Barda e Jasmine, virando um grande amigo dos três heróis, participando de muitas reuniões de Lief.

### Jin e Jod
São dois dos filhos da feiticeira Thaegan. Eles tinham uma casa no Lago das Lágrimas que ficava envolta de um fosso de areia movediça que, na verdade, era uma armadilha. Lief matou os dois monstros. Eram os mais fracos dos filhos.

### Thaegan
Era uma feiticeira que vivia no Lago das Lágrimas e também era a guardiã do rubi, Kree a mata quando ela vai soltar um feitiço. No anime ela ressuscita no episódio 22 A Ressureição de Thaegan.

### Soldeen/Nanion
Um grande peixe verde com espinhos nas costas, guardião do rubi. Ele é na verdade o rei de D'or.

### Tom
Ele tem uma loja perto da Cidade dos Ratos e ajuda muito os três heróis Lief, Barda e Jasmine. Ele é confiável apesar de também servir cerveja aos guardas cinzentos. Ele tem um irmão, Jack Risonho, e uma irmã cega com um dom especial, Ava, eles também são comerciantes.

### Neridah
É uma garota que é uma grande corredora, Lief, Barda e Jasmine a conheceram num campeonato em Rithmere, ela enfrentou Lief nas quartas de final com sua grande velocidade o derrota de forma humilhante.

### Glock
É o último Jali de Deltora, tem um irmão mais novo chamado Gers, é groseiro e mal educado, Lief, Barda e Jasmine o conheceram no campeonato de Rithmere.

### Prin
É uma kin (criatura que parece um dragão, mas muito menor e tem uma bolsa e a pele é verde e dura). Lief a salvou de guardas cinzentos quando ela ainda era jovem e se aventurou na montanha do medo quando ela quis ir com os três companheiros Lief, Barda e Jasmine.

### Gla-Thon
É a líder dos gnomos do medo. Antes dos amigos Lief, Barda e Jasmine chegarem na montanha do medo todos os gnomos do medo serviam ao grande sapo Gellick, virou amiga dos três heróis e os gnomos do medo recomeçaram a conviver com os kins.

### Gellick
Um grande sapo que produz um líquido verde que é ácido, esse líquido é usado nas bolhas(uma espécie de bomba usadas pelos guardas cinzentos), ele é o guardião da esmeralda. Lief o matou jogando a água dos sonhos em sua boca, antes de pisar em cima do herdeiro.

### Dain
Garoto da resistência, que vive seguindo Perdição (Jarred), que mais para frente, ao ser confundido com o descendente do rei de Deltora (Lief pensou isto pela descendência Torana de Dain, e por seu nome ser um acrônimo de Adin, invertendo somente as primeiras duas letras), este revela ser um ol de nível três, que espionou o grupo durante todo o tempo.
Dain morre quando veste o cinturão de Deltora, provavelmente pela característica de ser uma criatura má, que faz com que seja vulnerável á magia do Lápis-Lazúli.

### Glus
Guardião da ametista, ele é uma grande lesma que solta um tipo de teia que prende suas presas.

### Fardeep
Guardião do diamante, é um humano normal, mas o Senhor das Sombras o transformou no guardião, ele adora jogos e quando Lief, Barda e Jasmine conseguem o diamante ele volta a ser humano.

### Zeean
É a líder dos toranos e ajuda muito os três amigos Lief, Barda e Jasmine.

### Steven
Mascate inocente com pele dourada e cabelos castanhos, anda na sua carroça vendendo coisas por Deltora, é um homem muito fiel e ajuda os amigos na sua jornada.

### Nevets
Um homem totalmente diferente de seu irmão Steven, ele tem a pele dourada os cabelos cor de fogo e é muito selvagem destruindo todos que aparecem em seu caminho. Nevets fica dentro de Steven.

### Josef
Bibliotecário do castelo de Del, adora ler e ajuda o rei Lief a desvendar coisas principalmente lendo os Anais de Deltora.

### Marilen
É a futura herdeira do trono, ela é torana e Lief foi em Tora para procurá-la, quando voltou todos acharam que Marilen era noiva de Lief, ela se casou com Ranesh e voltou para Tora

### Ranesh
antigo ajudante de Josef. Casou-se com Marilen e foi para Tora com ela, Ranesh foi substituído por Paff.

### Lindal
Ajudou os três heróis Lief, Barda e Jasmine a enfrentar a irmã do leste no ninho do dragão e depois voltou para Broome, o seu lar. Ela volta novamente quando a Praga de Tora invade Del.

### Jack Risonho
Comerciante e trapaceiro, ele faz empréstimos e como a maioria das pessoas não sabem ler elas assinam e quando vão ver devem dez vezes mais do que o empréstimo feito e se não pagarem ele rouba as casas da pessoa que assinou. Ele é servo do Senhor das Sombras e tem alguns poderes mágicos.

### Verity
Filha do zelador do farol de bone point Red han, foi raptada por Jack Risonho após seu pai perder para o capitão "James Gant" (Jack Risonho) e ficar devendo dinheiro, ela fica presa na frente do barco Dama da Sorte de Jack Risonho.

### Fidelis
Dragão do topázio, ajuda Lief a destruir a irmã do sul foi encontrado na caverna que Lief, Barda, Jasmine e Glock usaram para entrar na terra da tribo Plume.

### Joyeu
Dragão do rubi, ajudou Lief a destruir a irmã do leste e matou seu guardião.

### Veritas
Dragão da ametista, ajuda Lief a destruir a irmã do oeste é o melhor amigo de Doran.

### Doran
Conhecido também como O Amigo dos Dragões, ele é um viajante que foi em muitos lugares como os territórios de Pirra, foi em Deltora toda protegendo os dragões e depois foi tentar destruir as quatro irmãs mas não teve êxito.

### Fallow
Ol de grau três, substituto de Prandine.

### Senhor das Sombras
Temível feiticeiro que quer dominar Deltora.

## Pedras do Cinturão de Deltora
Diamante: Aumenta a força do usuário e quem rouba-la terá muita má sorte. Escondida no Vale dos Perdidos, era a pedra da tribo dos Jalis.
Esmeralda: De um verde vivo e elétrico, a esmeralda inspira honra e justiça, as simbologias a ela associadas. Essa pedra perde todo o seu brilho na presença de uma injustiça ou quando um juramento é quebrado. A esmeralda é um antídoto para venenos. Escondida na Montanha do Medo, era a pedra da tribo dos Gnomos do medo.
Lápis-lazúli: A pedra celestial, de um azul profundo com pontos prateados que representam as estrelas. É um importante e poderoso talismã. Traz sorte. Escondida nas Dunas, era a pedra da tribo dos Meris.
Topázio: A pedra dourada como os raios de sol simboliza a fé e a amizade. Tem o poder de abrir as portas do mundo espiritual e clarear a mente nas situações mais difíceis, auxiliando quem a usa a fazer a escolha mais lúcida quando está em perigo. O poder dessa pedra é multiplicado em noites de lua cheia. Escondida nas Florestas do Silêncio, era a pedra da tribo de Del.
Opala: A pedra da esperança brilha com todas as cores do arco-íris. Mostra a quem a possui pequenos, mas chocantes, vislumbres do futuro. É a pedra-irmã do lápis-lazúli, a pedra celestial. Escondida na Cidade dos Ratos, era a pedra da tribo das planícies.
Rubi: Escarlate como o sangue, é a pedra que representa a felicidade. O rubi fica opaco, ou seja, num tom róseo, na presença do mal ou diante de uma situação de perigo. É um antídoto para o veneno da serpente. Escondida no Lago das Lágrimas, era a pedra da tribo dos Ralads.
Ametista: Roxa como as violetas do campo, a ametista é a pedra da verdade. Entre seus poderes, destacam-se o de acalmar e tranquilizar, seja qual for a situação. A ametista deixa de ser roxa e assume uma tonalidade semelhante à malva na presença de venenos e descora na de doenças. Escondida no Labirinto da Besta, era a pedra da tribo de Tora.